# Hold Me Now
"Hold Me Now", skriven och framförd av Johnny Logan, är en balladlåt. Den tävlade för Republiken Irland och vann Eurovision Song Contest 1987 i Bryssel i Belgien.
I Dansbandskampen 2009 framfördes låten av Blender, då Eurovision Song Contest var kvällens tema i deltävlingens andra omgång.

## Listplaceringar
| Lista (1987)  | Placering |
| ------------- | --------- |
| Nederländerna | 3         |
| Norge         | 2         |
| Schweiz       | 6         |
| Sverige       | 2         |
| Österrike     | 4         |